# Isoglossa strigosula
Isoglossa strigosula är en akantusväxtart som beskrevs av C. B. Cl.. Isoglossa strigosula ingår i släktet Isoglossa och familjen akantusväxter. Inga underarter finns listade i Catalogue of Life.